# Édouard Desor
Pierre Jean Édouard Desor, född 13 februari 1811 i Friedrichsdorf nära Frankfurt am Main, död 23 februari 1882 i Nice, var en tysk (från 1859 schweizisk) geolog.
Desor blev 1852 professor i geologi i Neuchâtel. Han företog resor bland annat till Amerika och utförde där och annorstädes, tillsammans med Louis Agassiz, glaciala och paleontologiska studier.